# WCT Spring Finals 1982
Il WCT Spring Finals 1982 è stato un torneo di tennis giocato sulla terra rossa. È stata la 1ª edizione del torneo, che fa parte del World Championship Tennis 1982. Il torneo si è giocato a Hilton Head negli Stati Uniti dal 27 aprile al 3 maggio 1982.

## Campioni

### Singolare maschile
Van Winitsky ha battuto in finale  Chris Lewis con il punteggio di 6–4 6–4

### Doppio maschile
Mark Edmondson /  Rod Frawley hanno battuto in finale  Alan Waldman /  Van Winitsky con il punteggio di 6–1, 7–5